# أولاد منصور (أولاد الديك)
أولاد منصور هو دُوَّار يقع بجماعة أولاد عيسى، إقليم خريبكة، جهة بني ملال خنيفرة في المملكة المغربية. ينتمي الدوّار لمشيخة أولاد الديك التي تضم 3 دواوير. يقدر عدد سكانه بـ 922 نسمة حسب الإحصاء الرسمي للسكان والسكنى لسنة 2004.

## روابط خارجية
- البوابة الوطنية للجماعات الترابية
- المندوبية السامية للتخطيط